# Loxosceles virgo
Loxosceles virgo is een spinnensoort in de taxonomische indeling van de Vioolspinnen (Sicariidae).
Het dier behoort tot het geslacht Loxosceles. De wetenschappelijke naam van de soort werd voor het eerst geldig gepubliceerd in 1983 door Gertsch & Ennik.